# Pagart

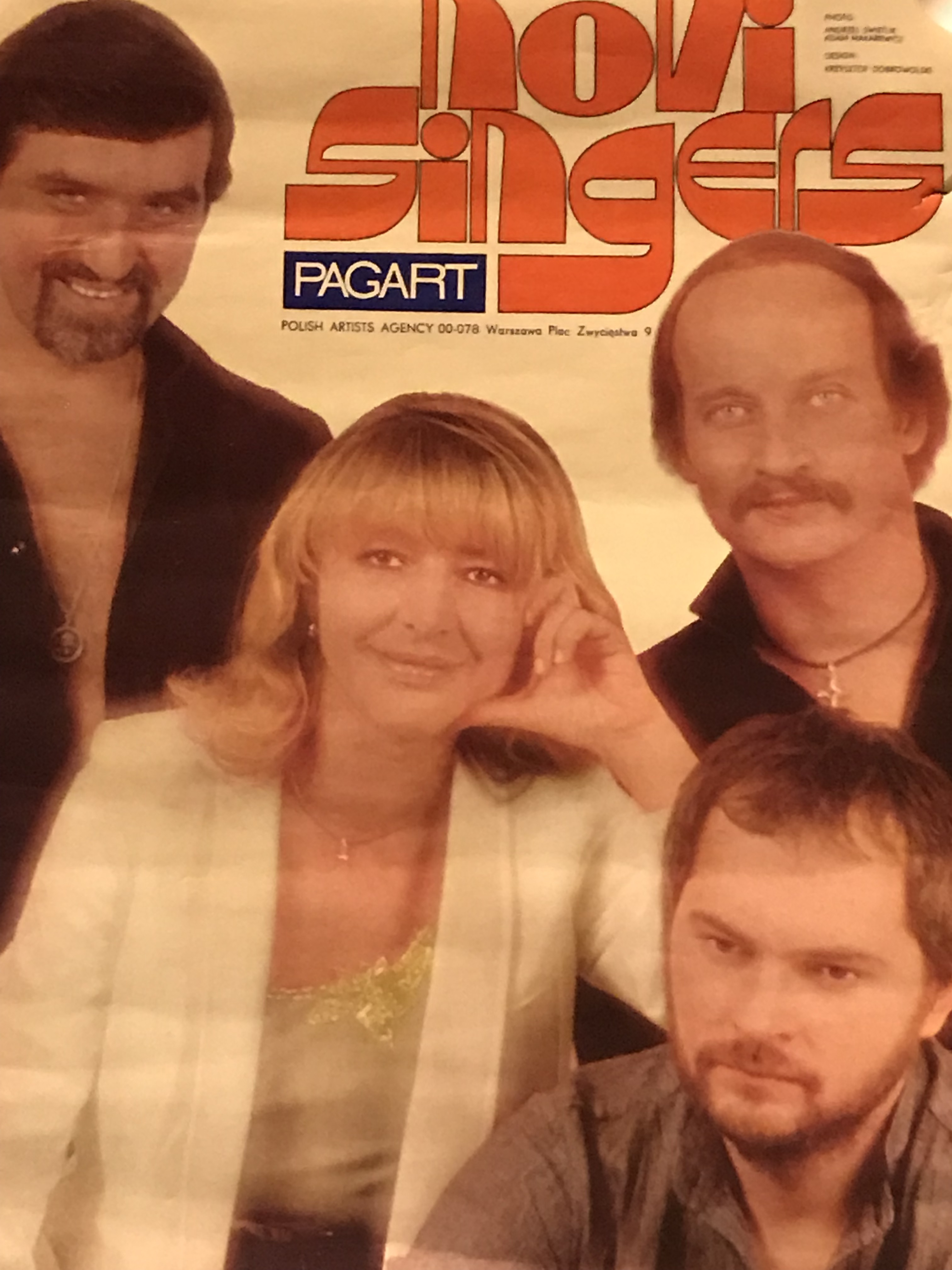
Plakat koncertowy z drugiej połowy lat 70. polskiego zespołu Novi Singers

Pagart, właściwie Przedsiębiorstwo Państwowe Polska Agencja Artystyczna „Pagart” – agencja artystyczna powstała w Warszawie 31 grudnia 1956, mająca na celu m.in. promowanie polskich artystów. Początkowo siedziba agencji mieściła się w Warszawie przy ulicy Senatorskiej 13/15, natomiast od 6 lutego 1970 przy warszawskim pl. Zwycięstwa 9.
Agencja organizowała występy gwiazdom polskiej estrady – krajowe i zagraniczne, była współorganizatorem festiwali w Sopocie i pośredniczyła w sprowadzaniu do kraju artystów zagranicznych.
Pagart został zlikwidowany na podstawie zarządzenia Ministerstwa Kultury i Sztuki z 15 listopada 1992 – w celu jego prywatyzacji powołano Polską Agencję Artystyczną „Pagart” spółka z o.o. w Warszawie.